# États de Languedoc

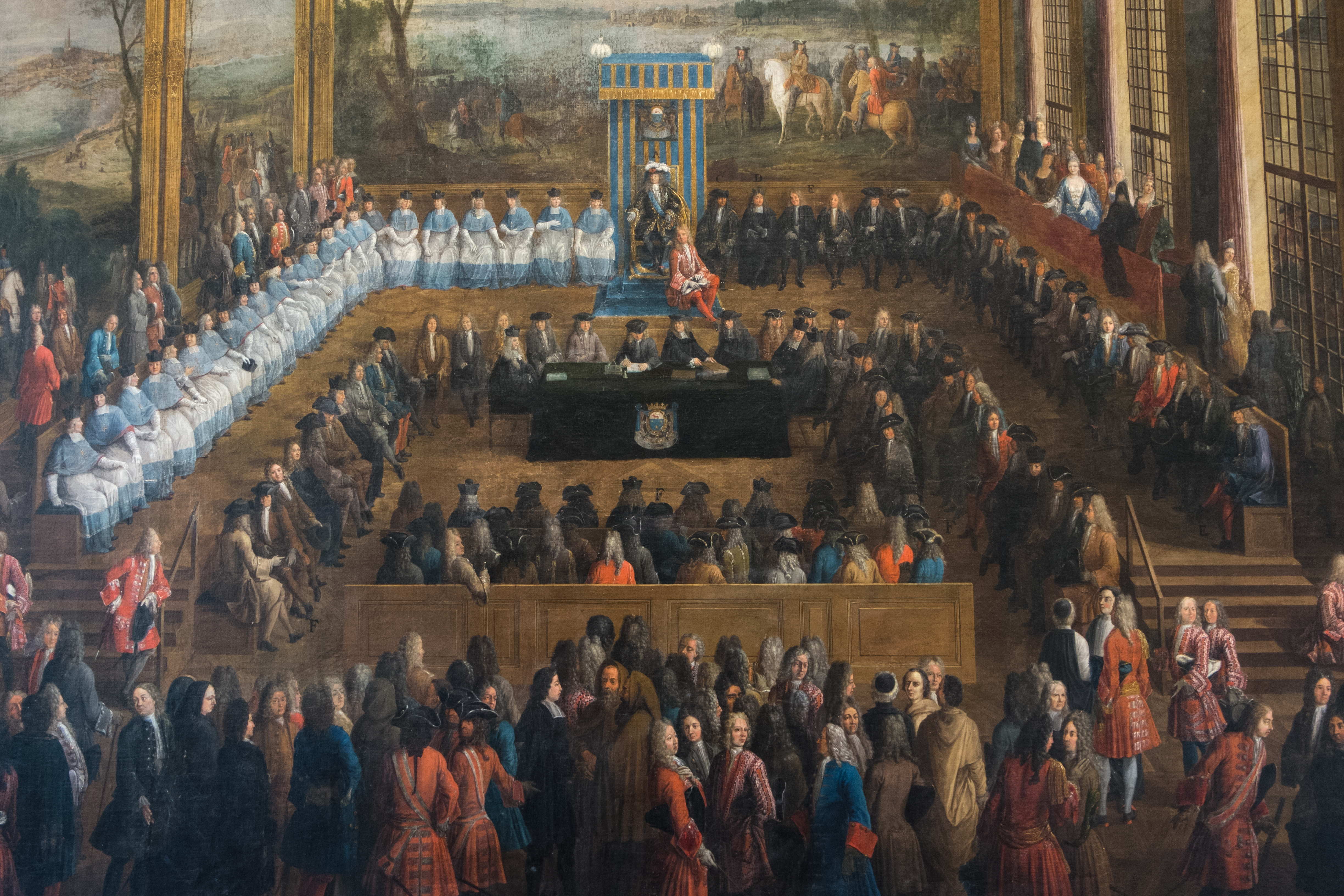
Réunion des États de Languedoc, 4 décembre 1704

Blason de la province et des États de Languedoc, repris des armes médiévales des comtes de Toulouse

Les États de Languedoc (latin: Comitia Occitaniæ) sont une assemblée provinciale d'Ancien Régime propre à la province de Languedoc, ce qui en faisait un pays d'états. La spécificité de cette institution repose sur la méthode de vote des délibérations ; le vote par tête (alors que le vote par ordre primait au sein des autres institutions).

## Époque médiévale
Au début de la guerre de Cent Ans, la nécessité pousse le roi de France Philippe VI à demander des subsides à ses sujets pour soutenir les dépenses militaires. En 1346, alors qu'il convoque prélats, barons, communes et bonnes villes de son royaume, il réunit par souci d'économie les représentants des sept sénéchaussées du Midi à Toulouse. Il fait de même à Montpellier en 1351. Dès lors, les assemblées de langue d'oc siègeront à dates régulières. Elles sont chargées d'établir le montant de l'impôt versé au roi, sa répartition et sa levée.
Charles V reprend cependant à son compte l'administration financière mise en place par les États, qu'il n'est alors plus nécessaire de convoquer annuellement.
La crise survenue à la tête de la France, avec la folie de Charles VI, les remet pourtant dans une situation avantageuse : la reine Isabeau de Bavière leur accorde en 1418 à Troyes le droit de se réunir chaque fois qu'ils le jugeront bon. Une fois la paix revenue, Charles VII limite à nouveau leurs privilèges.
Louis XI rend l'impôt permanent et enlève ainsi aux États la principale de leurs prérogatives ; ils en conservent cependant l'apparence, puisqu'ils doivent toujours y donner leur consentement. Le 6 mars 1474, par lettres patentes, il nomme l'évêque d'Albi Louis Ier d'Amboise en tant que président des États de Languedoc qui sont désormais dirigés par les évêques.
À cette époque, ils se réunissent à Toulouse, Albi, Carcassonne, Béziers, Narbonne, Montpellier, Nîmes ou Beaucaire.

## Époque moderne

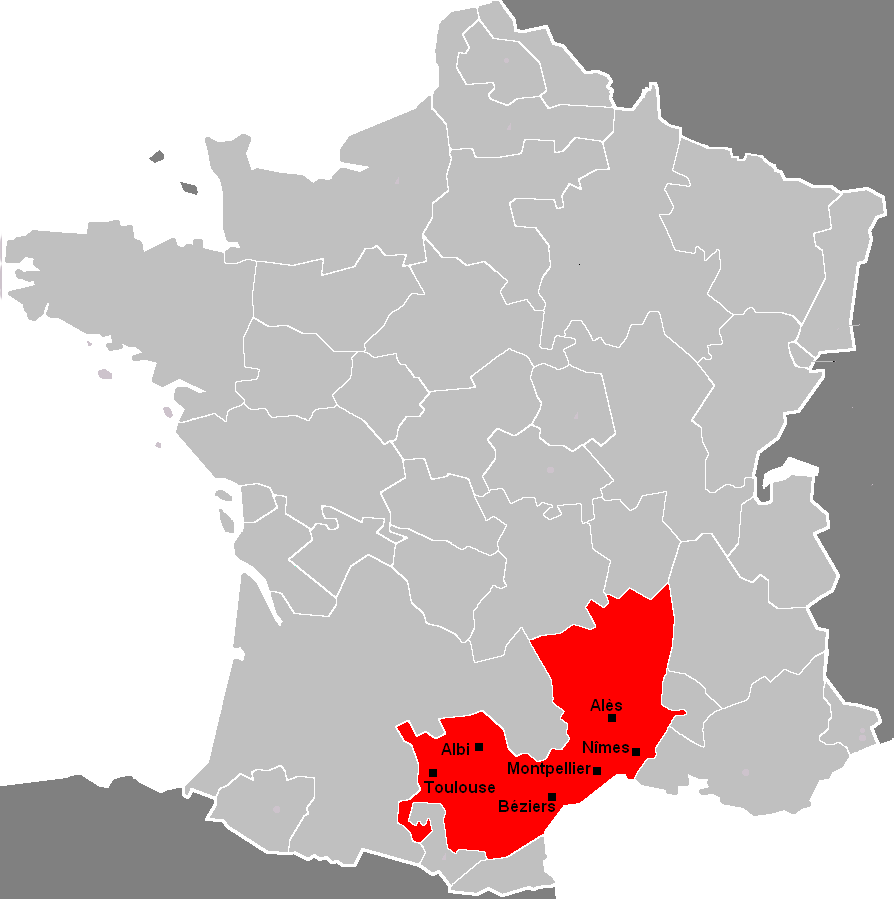
La province de Languedoc à la fin de l'Ancien Régime.

Les États de Languedoc résistent à la politique de suppression menée par Richelieu. Ils arrivent, moyennant finances à faire reporter l'édit de création d'élections de 1629 qui aurait amené de facto à la disparition des États comme dans la Guyenne voisine.
Les États ont comme tâche principale la levée de l'impôt royal direct dans la province de Languedoc. Ils votent solennellement l'argent à verser au roi ; une partie, l'ancienne taille, est votée de manière mécanique, une autre, le don gratuit, est le résultat de négociations entre les représentants du roi et ceux de la province jusqu'aux années 1670. Après cette date, les États votent régulièrement un don gratuit de trois millions de livres tournois. Ils répartissent l'impôt entre vingt-deux, puis vingt-trois diocèses civils. Trois de ces diocèses, le Gévaudan, le Velay et le Vivarais, disposent d'états particuliers qui sont les agents de la levée de l'impôt. Dans les autres diocèses, on réunit une assemblée, dite l'assiette, présidée par l'évêque, comprenant un baron, des représentants des villes, des commissaires du roi et des États. Cette assemblée répartit ensuite l'impôt entre les différentes communautés en utilisant le compoix, sorte de matrice cadastrale.
Les États avaient également jusqu'en 1572 la gestion des impôts indirects. Après cette date il ne leur reste que l'équivalent, impôt indirect levé sur la viande, le poisson et le vin.
En 1622, la cour des aides de Montpellier, obligée de fuir devant l'émeute qui sévissait dans cette ville, se réfugia à Pézenas pour y tenir son assemblée. La première séance eut lieu le 21 février 1622 dans la salle de l'hôtel de ville après une messe solennelle du Saint-Esprit célébré par les pères observatins. En 1630, les trésoriers de France établirent leur cours à Pézenas dans la maison de Lauriol. Depuis déjà un siècle, par ordonnance de François Ier, les séances de l'assiette du diocèse d'Agde se tenaient à Pézenas, dans la grande salle de la maison consulaire.
Le siège de réunion des États est à l'origine tournant entre les principales villes de la région, mais il se fixe à Montpellier en 1737.
Le roi seul décide de la convocation des États, mais ceux-ci désignent des officiers, qui siègent entre les sessions pour assurer la continuité de l'administration fiscale.
Les États de Languedoc ont joué un rôle dans la dynamisation économique de la province (canal du Midi, port de Sète, mais aussi routes et ponts), ainsi que dans l'aménagement de Montpellier, notamment l'esplanade du Peyrou.

## Composition
Le président-né des États de Languedoc était l'archevêque de Narbonne, mais les personnages les plus importants étaient l'intendant de Montpellier, représentant du roi, le trésorier de la bourse et les trois syndics généraux (Toulouse, Carcassonne et Beaucaire-Nîmes), représentants des intérêts de la province. Des députés auprès du roi, les députés en cour, lui présentent des doléances annuelles auxquelles il se doit de répondre.
Le clergé était représenté par les trois archevêques et vingt évêques de la province. C'est l'ordre qui dominait de fait les débats. Le rang des clercs était réglé par leur sacre. Ceux qui ne pouvaient assister aux États avaient le droit d'y envoyer leur vicaire général.
Les sièges nobles aux États étaient tenus par les vingt-trois barons des états de la province. Il y avait : le comte d'Alais, qui avait la première place ; le duc de Polignac, qui avait la seconde place ; les barons de tour du Gévaudan et du Vivarais, qui siégeaient aux États à tour de rôle, une fois tous les huit ans pour le Gévaudan et tous les douze ans pour le Vivarais ; puis venaient le marquis de Mirepoix, le baron de Barjac (à partir de 1682), le marquis de Villeneuve, le comte d'Avéjan (à partir de 1733), le comte de Rieux, le marquis de Castries, le baron de Tornac (à partir de 1694), le baron de Bram (à partir de 1720), le marquis de Murviel (à partir de 1683), le marquis de Ganges, le baron d'Aureville (à partir de 1748), le baron de Castelnau-d'Estrétefonds, le baron de Saint-Félix, le baron de Lanta, le baron de Florensac, le baron d'Ambres, le baron de Rouairoux (à partir de 1680), le marquis de Calvisson, et le baron de Castelnau de Bonnefons (à partir de 1772).
Les députés du Tiers  étaient désignés surtout par les villes : les chefs-lieux des diocèses envoyaient deux députés, et les autres communautés « députantes » du diocèse un député à tour de rôle. L'édit de 1659 défendait aux États de s'assembler plus de quarante jours, sous peine de nullité. À la fin du XVIe siècle et au début du XVIIe siècle, les secrétaires des États de Languedoc appartenaient à la famille de Fieubet.
Dans le lieu des séances, les barons laïcs occupaient tout le côté situé à la gauche du siège central du président, le siège immédiatement à la droite du président était normalement occupé par le comte d'Alais. Les clercs avaient la préséance sur leurs homologues laïcs, aussi occupaient-ils tout le côté droit de l'assemblée (par rapport au président) qui leur était exclusivement réservé. Les députés du Tiers étaient quant à eux situés en position centrale, en bas par rapport aux tribunes des barons clercs et laïcs.
La table suivante donne la liste des députés aux États par diocèse civil.
| Diocèse civil   | Clergé                 | Noblesse                                                          | Tiers-État |
| --------------- | ---------------------- | ----------------------------------------------------------------- | --- |
| Albi            | Archevêque d'Albi      | Castelnau-de-Bonnefons puis Pierrebourg                           | Albi (2) Cordes, Gaillac ou Rabastens (1)                                                                                       |
| Alet            | Évêque d'Alet          | Comte d'Alais Tornac Arques                                       | Alet (1) |
| Bas-Montauban   | Évêque de Montauban    | —                                                                 | Castelsarrasin, Montech ou Villemur (1)                                                                                         |
| Carcassonne     | Évêque de Carcassonne  | Baron de Capendu (jusqu'en 1682) Baron de Voisins (jusqu'en 1677) | Carcassonne (2) Montolieu ou Montréal (1)                                                                                       |
| Castres         | Évêque de Castres      | Ambres                                                            | Castres (1) Saint-Gervais, Lacaune, Castelnau-de-Brassac, Montredon, Montech ou Saint-Amans (1) Graulhet, Fiac ou Briatexte (1) |
| Lavaur          | Évêque de Lavaur       | La Gardiole                                                       | Lavaur (2) Saint-Paul, Puylaurens, Revel, Labruguière ou Sorèze (1)                                                             |
| Limoux          | —                      | —                                                                 | Limoux (1) |
| Mirepoix        | Évêque de Mirepoix     | Marquis de Mirepoix                                               | Mirepoix (1) |
| Petit-Comminges | Évêque de Comminges    | —                                                                 | Valentine (1) |
| Rieux           | Évêque de Rieux        | —                                                                 | Rieux (1) Montesquieu, Gaillac-Toulza, Cazères, Saint-Sulpice, Le Fousseret ou Carbonne (1)                                     |
| Saint-Papoul    | Évêque de Saint-Papoul | Baron de Bram                                                     | Saint-Papoul (1) Castelnaudary (1)                                                                                              |
| Toulouse        | Archevêque de Toulouse | Castelnau-d'Estrétefonds Lanta Saint-Félix                        | Toulouse (2) |
| Agde            | Évêque d'Agde          | Baron de Florensac                                                | Agde (2) Pézenas (1) |
| Alais (Alès)    | Évêque d'Alès          | —                                                                 | Alais (Alès) (2) Anduze, Le Vigan, Saint-Hippolyte, Ganges ou Sauve (1)                                                         |
| Béziers         | Évêque de Béziers      | Baron de Murviel Baron de Villeneuve                              | Béziers (2) Gignac (1) |
| Lodève          | Évêque de Lodève       | —                                                                 | Lodève (2) Clermont (1) |
| Mende           | Évêque de Mende        | Baron du tour de Gévaudan                                         | Mende (1) Marvejols (1) |
| Montpellier     | Évêque de Montpellier  | —                                                                 | Montpellier (2) Aniane, Les Matelles, Lunel, Frontignan, Poussan ou Mauguio (1)                                                 |
| Narbonne        | Archevêque de Narbonne | Comte de Mérinville                                               | Narbonne (2) Tuchan, Villerouge, Durban, Lapalme, Sigean, Gruissan, Peyriac-de-Mer, Fabrezan, Pérignan, Lézignan                |
| Nîmes           | Évêque de Nîmes        | —                                                                 | Nîmes (2) |
| Le Puy          | Évêque du Puy          | —                                                                 | Le Puy (2) |
| Saint-Pons      | Évêque de Saint-Pons   | —                                                                 | Saint-Pons (2) |
| Uzès            | Évêque d'Uzès          | —                                                                 | Uzès (2) Pont-Saint-Esprit ou Bagnols (1) Les Vans, Barjac, Saint-Ambroix, Roquemaure, Aramon, Montfrin ou Vallabrègues (1)     |
| Viviers         | Évêque de Viviers      | Baron du tour du Vivarais                                         | Annonay, Tournon, Montlaur, Boulogne, Largentière, Joyeuse, Bourg-Saint-Andéoldes ou Viviers (1)                                |

## Liste des sessions
(...)

### Les États sous la présidence des évêques et archevêques d'Albi
(...)

### Les États sous la présidence des évêques d'Alet
(...)

### Les États sous la présidence des archevêques de Narbonne
(...)
(...)

### Fonds d'archives
- Fonds : États de Languedoc (1632-1791).  Cote : C. Montpellier : Archives départementales de l'Hérault (présentation en ligne).